# Citrus halimii
Citrus halimii ist eine Art aus der Gattung der Zitruspflanzen (Citrus). Sie wächst als immergrüner Baum in Südostasien, die wissenschaftliche Erstbeschreibung erfolgte erst 1973. Der Name ehrt den damaligen König von Malaysia Sultan Abdul Halim Nuazzam Shah.

## Beschreibung
Citrus halimii erreicht Wuchshöhen von 20 bis 25 Meter bei einem Stammdurchmesser bis 35 Zentimeter. Im geschlossenen Wald ist der Stamm schlank und gerade, die Krone setzt hoch am Stamm an und besteht aus recht wenigen, aufwärts gerichteten Ästen. Die Rinde ist glatt und grau, innen gelb, das Holz ist weißlich. Weder Holz noch Rinde weisen einen Geruch auf. Junge Zweige sind grün, Dornen sind nur bei jungen Pflanzen vorhanden.
Die Laubblätter werden relativ groß: 8 bis 15 (20) Zentimeter lang und 4 bis 8 (9) Zentimeter breit. Sie sind lang-oval geformt, oberseits glatt und dunkelgrün, unterseits heller. In der Blattspreite befinden sich zahlreiche (50 pro mm²) Öldrüsen. Zwischen Blattspreite und Blattstiel befindet sich ein Trenngewebe, der Blattstiel ist etwas verbreitert, deutlicher verbreitert bei jungen Pflanzen.
Die Blüten sitzen einzeln in den Blattachseln, sie sind sehr kurz gestielt. Die Blüte setzt sich aus fünf verwachsenen Kelchblättern, fünf freien, weiß gefärbten Kronblättern, 18 bis 20 Staubblättern und dem Gynoeceum zusammen. Die Staubblätter sind frei oder an der Basis zu je zweien oder drei miteinander verwachsen. Der Fruchtknoten setzt sich aus sechs bis zehn Fruchtblättern mit je einer bis drei Samenanlagen zusammen.
Die rundlichen Früchte messen etwa 5 Zentimeter im Durchmesser. Das Äußere ist glänzend, etwas uneben und bei der Reife gelb gefärbt. Das Exokarp ist etwa 6 Millimeter dick und haftet fest am weißen Mesokarp. Die Segmente sind mit gelb-grünem Fruchtfleisch gefüllt. Die Samen sind zahlreich (12 bis 18 pro Frucht) und mit 2 Zentimeter Länge recht groß. Sie enthalten nur einen Embryo, die Keimblätter sind weiß.

## Verbreitung
Citrus halimii ist eine seltene Art. Bei der Erstbeschreibung 1973 waren nur etwa zehn Fundorte bekannt, die aus Thailand und Malaysia stammten. Inzwischen sind auch Standorte von Borneo bekannt. Die Art wächst dort in Höhenlagen von 900 bis 1800 Meter in ungestörten Wäldern. Die meisten Standorte befinden sich auf Granitgestein, seltener auf Kalkstein.

## Belege
- B. C. Stone, J. B. Lowry, R. W. Scora, K. Jong: Citrus halimii: A New Species from Malaya and Peninsular Thailand. In: Biotropica. Band 5 Nr. 2, 1973, S. 102–110.
- Citrus halimii als „Plant of the month“ des thailändischen „Office of the Forest Herbarium“